# Chrysoritis blencathrae
Chrysoritis blencathrae is een vlinder uit de familie van de Lycaenidae. De wetenschappelijke naam van de soort is voor het eerst gepubliceerd in 1992 door Allan Heath en Jonathan Ball.

## Verspreiding
De soort komt voor in Zuid-Afrika (West-Kaap).

## Levensloop
De rups leeft op Dimorphotheca venusta (Asteraceae) en wordt bezocht door de mier Crematogaster liengmei. De vliegtijd is van december tot en met februari.